# ویلیام اس مک‌آرتر
ویلیام اس مک‌آرتر (به انگلیسی: William S. McArthur) فضانورد اهل کشور ایالات متحده آمریکا است که در ۲۶ ژوئیهٔ ۱۹۵۱ میلادی در لرینبرگ، کارولینای شمالی زاده شد. وی در مأموریت اس‌تی‌اس-۵۸، اس‌تی‌اس-۷۴، اس‌تی‌اس-۹۲، سایوز تی‌ام‌ای-۷، اکسپدییشن ۱۲ حضور داشته است.